# Ібрагім Меліх Гьокчек
Ібрагім Меліх Гьокчек (тур. İbrahim Melih Gökçek, нар. 20 жовтня 1948, Кечіорен, Анкара), турецький політик кримськотатарського походження, чиновник, журналіст, бізнесмен і медіа-магнат. Колишній мер столичного муніципалітету Анкари.

## Біографія
Народився Ібрагім 20 жовтня 1948 року в сім'ї кримського татарина і матері албанського походження, яка була іммігранткою з Косово. Гьокчек, старша дитина в сім'ї з трьома дітьми, жив у столиці Анкарі до п'ятирічного віку. Ґьокчек переїхав до Ґазіантепа через роботу свого батька. Його батько адвокат Ахмет Гьокчек, був колишнім головою Партії справедливості провінції Газіантеп.
Здобувши початкову, середню та середню освіту в Газіантепі, Меліх Гьокчек закінчив Університет Газі, коледж журналістики в Анкарі. Працював парламентським кореспондентом і представником газети. Гьокчек завершив військову службу офіцером запасу в Гюзелюрті на Північному Кіпрі. 
З 1989 по 1991 рік він обіймав посаду генерального директора Агентства соціальних служб та захисту дітей. Він увійшов до парламенту як депутат Анкари від Партії благоденства на загальних виборах 20 жовтня 1991 року. Гьокчек, який пропрацював членом парламенту 2 роки і 3 місяці, став кандидатом на посаду мера столичного муніципалітету Анкари від Партії благоденства в 1994 році, коли він ще був членом парламенту, і виграв вибори. Він був переобраний на ту саму посаду на місцевих виборах 1999, 2004 та 2009 років і побив рекорд, обіймаючи посаду столичного мера 4 строки поспіль.

## Досягнення та нагороди
Анкара отримала певні міжнародні нагороди під час його посади під час адміністрації Гьокчека. 10 жовтня 2009 року Гьокчек отримав «Європейську премію» — найвищу відзнаку, яка може бути присуджена європейському місту за його діяльність у європейській сфері від президента Європейського парламенту Луїса Марі де Пуч у Європейському парламенті в Страсбурзі. Рішення було прийнято одноголосно Комітетом з навколишнього середовища, сільського господарства та місцевих і регіональних справ Парламентської асамблеї Ради Європи (ПАРЄ).

## Сім'я
Він одружився з Невін Ханим 20 жовтня 1975 року. Пані Невін народилася в районі Акчакоча в Дюздже. Пані Невін, яка зараз на пенсії, продовжує активно працювати як почесний президент Фонду соціальної допомоги та солідарності. У подружжя Меліха і Невін Гьокчек є двоє дітей, яких назвали Ахмет та Осман. У них також є двоє онуків на ім’я Меліх і Ахмет.

## Галерея

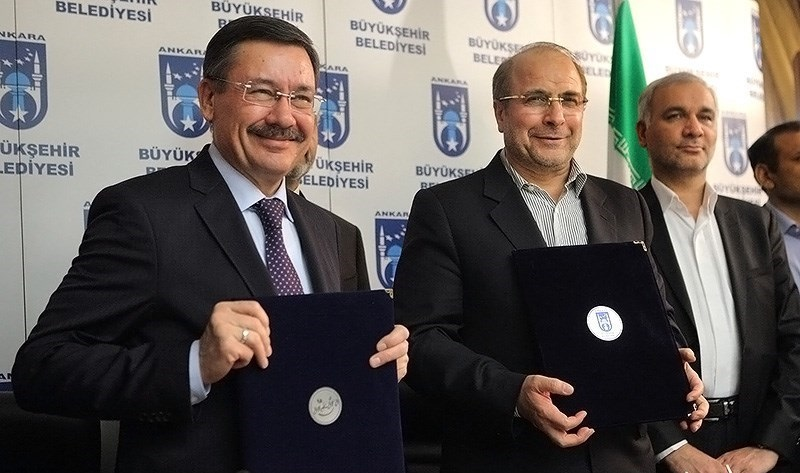
Гьокчек з мером Тегерана Мохаммадом Багером Галібафом підписують контракт про побратимство міст